# Rete Lilith
La Rete Informativa Lilith è una associazione di centri di documentazione, archivi e biblioteche delle donne presenti sul territorio italiano.

## Storia
Nata in Italia alla fine degli anni '80 per raccogliere e diffondere la documentazione raccolta nei Centri donna sul pensiero e l'agire delle donne, ha prodotto basi dati bibliografiche ed archivistiche collettive e sviluppato ricerche sia sui linguaggi documentari che sulle metodologie di trattamento delle fonti documentarie, in particolare quelle archivistiche relative ai fondi personali del '900.
Nel 1990 a Roma 10 Centri sottoscrivono un accordo di cooperazione e scambio  e avviano il primo prototipo di base dati collettiva utilizzando il software libero prodotto dall'UNESCO CDS/ISIS. In una prima fase i record catalografici dei vari centri delle donne venivano cumulati insieme su floppy disk e redistribuiti durante le riunioni periodiche. Ciascun centro provvedeva quindi a importare nel proprio database i record degli altri centri rendendo quindi possibile interrogare in locale il catalogo collettivo dei Centri associati. 
 Nel '93 viene formalizzata l'Associazione e Luciana Tufani del Centro Documentazione Donna di Ferrara è la prima presidente fino al 1995 . 

Nel 1996 le basi dati furono cumulate nel Server Donne di Bologna, e rese quindi consultabili online. Fu allora formalizzata una convenzione tra La Rete Lilith ed il Centro donne di Bologna, attiva fino al 2017. Presidente in questo passaggio è Annalisa Diaz, del Centro di documentazione e studi delle donne La Tarantola di Cagliari.
Le problematiche poste dal trattamento semantico di documenti femministi ha portato alla creazione del thesaurus Linguaggiodonna e a un confronto su queste tematiche documentarie con Centri di donne europei come il Centre de recerca de dones di Barcellona e con IIAV International Information Centre and Archives for the Women's, oggi ATRIA, di Amsterdam tra il '93 e il '95. Nell'ambito di progetti comunitari sono stati sviluppati due microthesauri multilingue tra il 2003 e il 2004: uno su Tempi e spazi di vita, l’altro su Inviolabilità del corpo femminile, utilizzati anche nella sperimentazione pionieristica del motore di ricerca Cercatrice di rete del Server Donne di Bologna
Questo percorso ha attivato punti di vista di genere in ambito di informazione, comunicazione, analisi delle fonti e del linguaggio e successivamente pratiche di autoformazione in ambito digitale.

## Aree di attività
- documentazione sulla politica e ricerca delle donne; in particolare sulla produzione scritta edita ed inedita del femminismo italiano.
- lavoro cooperativo con momenti di autoformazione, utilizzando tecnologie informatiche e telematiche.
- ricerca sulle fonti documentarie per la storia delle donne e sulle metodologie archivistiche per il loro trattamento, con attenzione alle tipologie documentarie rintracciabili nei fondi personali della seconda metà del ‘900
- ricerca sui linguaggi documentari e sul lessico prodotto dal femminismo
- ricerca sulle nuove tecnologie, a contrasto del divario digitale, per sviluppare consapevolezza degli stereotipi di genere e dei processi di invasività e profilazione dei dati da parte di multinazionali

## Pubblicazioni
- Reti della memoria: censimento di fonti per la storia delle donne in Italia / a cura di Oriana Cartaregia e Paola De Ferrari. Genova: Coordinamento donne lavoro cultura, 1996
- Catalogo delle Riviste / a cura di Gabriella Fabbri e Luciana Tufani. Cagliari: Centro di documentazione e studi delle donne Cooperativa La Tarantola, 1996

## Prodotti
Base dati Lilith
Contiene circa 33.000 records che costituiscono una parte del materiale informativo posseduto dai Nodi della rete: monografie, relazioni a seminari e incontri, pubblicazioni a circolazione non commerciale, spogli di articoli da varie riviste. Questa base dati veniva distribuita anche su CD Rom
Gli aggiornamenti sono terminati nel marzo 2002.
Il Servizio bibliotecario nazionale SBN e le reti delle biblioteche regionali avevano aperto da alcuni anni la possibilità di inserimento dei dati di enti privati e molti centri delle donne si stavano orientando a quel modello che garantiva una visibilità maggiore.
Base dati lilarca
Descrizione e schedatura del materiale documentario e archivistico di donne, associazioni ed enti, attivi nella seconda metà del Novecento, posseduto e conservato dai centri della Rete Lilith.
Gli aggiornamenti della base dati sono terminati nel 2002 ed attualmente non è più consultabile. Parti di tali archivi sono consultabili all’interno dei siti delle associazioni e dei centri coinvolti: presso l’associazione Archivio dei Movimenti si trova la schedatura dell’Archivio del Coordinamento Donne Lavoro Cultura, del Fondo Marisa Corsino, del Fondo Silvana Merello, del Fondo Mara Tommei, il Fondo Piera Zumaglino (Torino), attualmente presso Làadan. Una descrizione della base dati e della tipologie di schedature proposte sono rintracciabili in Il piacere dell'archivio.
Base dati effe
Catalogo collettivo delle riviste femministe italiane ed estere possedute dai Centri associati alla Rete, con circa 500 records. 
Di ogni testata sono indicate le consistenze e i Centri dove era possibile la consultazione. Il catalogo è stato pubblicato a stampa nel 1996. Aggiornamento terminato nel 1998
Base dati ld
Prodotta dal Centro Documentazione Donna di Ferrara, contiene circa 4.000 records relativi allo spoglio dal 1980 al 1996 della rivista Leggere Donna.
Base dati sofia
Catalogo del fondo di letteratura per bambine e ragazze di ieri e di oggi posseduto e prodotto dalla Biblioteca del Centro di Documentazione delle Donne di Bologna. Monografie acquisite sia per acquisti che per donazioni (Muscatello, Molfino, Ente Fiera di Bologna).
Base dati thes
Contiene i termini del Vocabolario controllato Linguaggiodonna, utilizzato per l'indicizzazione dei documenti, a partire dal Thesaurus Linguaggiodonna prodotto dal Centro Studi Storici sul movimento di liberazione della donna in Italia di Milano
Lilliwood: la rete Lilith si racconta
Documentario a cura di Stefania De Biase con la regia di Fiamma Spinelli. Interviste al gruppo di donne riunite a Bevagna

## Centri aderenti
Hanno partecipato alle attività di raccolta e scambio dati Biblioteche e Centri di documentazione delle donne delle seguenti città: Bari, Bolzano, Bologna, Cagliari, Ferrara, Firenze, Genova, Grosseto. L'Aquila, Milano, Modena, Palermo, Pisa, Rimini, Roma, Siena, Soverato, Torino, Trieste
Archivi che hanno aderito al progetto "LILARCA" tra il 1996 e i primi anni 2000
- Archivio Zumaglino e ARDP (Donne in Piemonte) Torino [16]
- Fondazione Badaracco Milano [17]
- Fondo Archinaute, e fondi personali, già Coordinamento donne lavoro cultura, ora in Archivio dei movimenti Genova [18]
- Fondo Coordinamento donne FLM e 150 ore delle donne, ora in Archivio dei movimenti Genova[19]
- UDI di Genova [20]
- Frauenarchiv Bozen-Archivio storico delle donne di Bolzano[21]
- Centro donna Mestre Venezia, archivio Donnateca[22]
- Centro documentazione donna Modena[23]
- Centro documentazione donna Ferrara[24]
- Archivio del Centro delle donne Bologna [25]
- Casa donne Pisa, periodici e manifesti[26]
- Centro Mara Meoni Siena[27]
- Archivia Roma[28]
- Archivia, Roma, con fondi aggregati[29]
- Centro di documentazione donne "La tarantola", Cagliari[30]

## Presidenti
- Elena Petricola , 2022-2023
- Luciana Tufani, 2021-2022
- Giulia Sudano, 2018-2021
- Anna Maria Tagliavini, 2008-2018
- Annalisa Diaz, 1995-2008
- Luciana Tufani, 1993-1995

## Gruppi di lavoro attivi
Dopo la chiusura formale della Rete nel 2023 restano pero' attive le due aree di ricerca sotto descritte da parte di donne che intendono collaborare in modo per ora informale.

### Gruppo tecnologie
Attiva iniziative di formazione e ricerca tese a potenziare la ‘consapevolezza’ degli strumenti di autonomia praticabili su Web. È lavoro di proseguimento e approfondimento di quanto praticato ad oggi in tema di autogestione dei dati e di contrasto al divario digitale.

### Gruppo archivi
Riflette e interviene sulle modalità in atto per la tutela dei materiali d'archivio recenti o del femminismo storico e promuove iniziative di comunicazione degli stessi con attenzione a temi di attualità posti dalle nuove generazioni.